# Albury
Albury, città di circa 43.000 abitanti dell'Australia, nel Nuovo Galles del Sud, situata sulla Hume Highway  a circa 588 km da Sydney, città natale della campionessa di tennis Margaret Smith Court.
In città si trova il Murray Art Museum, un museo di arte moderna, dove sono collezionate oltre 2.400 opere di artisti locali, principalmente fotografie e opere su carta, ma anche sculture e dipinti.